# Кордоба Оупън
Кордоба Оупън (на английски: Córdoba Open) е професионален турнир по тенис за мъже от ATP Tour 250, който се провежда в Кордоба, Аржентина, играе се на открити клей кортове.

## История
Търнирът се провежда за първи път като част от ATP Tour 2019, заменяйки Еквадор Оупън в Кито.  Провежда се в „Поло Депортиво Кемпес“, спортен комплекс до Естадио Марио Алберто Кемпес в Кордоба, Аржентина.  Турнирът е част от латиноамериканския Golden Swing of Tour. 

## Финали
| Година | Шампион                 | Финалист                | Резултат                |
| ------ | ----------------------- | ----------------------- | ----------------------- |
| 2025   | Турнирът на се провежда | Турнирът на се провежда | Турнирът на се провежда |
| 2024   | Лучано Дардери          | Факундо Багнис          | 6 – 1, 6 – 4            |
| 2023   | Себастиан Баес          | Федерико Кория          | 6 – 1, 3 – 6, 6 – 3     |
| 2022   | Алберт Рамос Виньолас   | Алехандро Табило        | 4 – 6, 6 – 3, 6 – 4     |
| 2021   | Хуан Мануел Серундоло   | Алберт Рамос Виньолас   | 6 – 0, 2 – 6, 6 – 2     |
| 2020   | Кристиан Гарин          | Диего Шварцман          | 2 – 6, 6 – 4, 6 – 0     |
| 2019   | Хуан Игнасио Лондеро    | Гидо Пела               | 3 – 6, 7 – 5, 6 – 1     |